# Леонидов, Юрий Леонидович
Ю́рий Леони́дович Леони́дов (9 (22) января 1917 — 24 сентября 1989, Москва) — советский актёр театра и кино, народный артист РСФСР (1968).

## Биография
Родился в семье народного артиста СССР Леонида Леонидова.
Выпускник оперно-драматической студии имени К. С. Станиславского (1941). До начала Великой Отечественной войны — актёр Московского драматического театра имени Станиславского.
Участник Великой Отечественной войны. В 1941 году ушёл на фронт добровольцем.
С 1943 года выступал на сцене МХАТа СССР имени М. Горького.
Был женат на артистке МХАТ имени М. Горького, заслуженной артистке РСФСР Тамаре Михеевой, затем его женой была врач-косметолог, заслуженный врач РСФСР Инна Ивановна Кольгуненко.
Умер в Москве в 1989 году. Похоронен на Новодевичьем кладбище рядом с отцом.

## Театральные работы
МХАТ имени М. Горького (1943—1989)
- 1943 — «Мёртвые души» по Н. В. Гоголю — Порфирий, Квартальный, Андрюшка, крепостной Ноздрёва
- 1943 — «Воскресение» по Л. Н. Толстому — защитник
- 1943 — «Кремлёвские куранты» Н. Ф. Погодина — военный
- 1943 — «Последние дни» М. А. Булгакова — Тургенев
- 1943 — «Русские люди» К. М. Симонова — Ильин
- 1944 — «Последняя жертва» А. Н. Островского — Молодой посетитель клуба
- 1944 — «Царь Фёдор Иоаннович» А. К. Толстого — князь Шаховской
- 1945 — «Горячее сердце» А. Н. Островского — Вася Шустрый
- 1948 — «Воскресение» по Л. Н. Толстому — князь Нехлюдов
- 1949 — «Илья Головин» С. В. Михалкова — Фёдор
- 1950 — «Разлом» Б. А. Лавренёва — 4-й матрос
- 1951 — «Мёртвые души» по Н. В. Гоголю — Манилов
- 1953 — «Ломоносов» Вс. В. Иванова — Кирилл Григорьевич Разумовский
- 1954 — «Плоды просвещения» Л. Н. Толстого — Григорий
- 1954 — «Лермонтов» Б. А. Лавренёва — князь Васильчиков Александр Илларионович
- 1956 — «Осенний сад» Л. Хеллман — Николас Динери
- 1957 — «Анна Каренина» по Л. Н. Толстому — Стива Облонский
- 1958 — «Три сестры» А. П. Чехова — Василий Васильевич Солёный
- 1958 — «Вишнёвый сад» А. П. Чехова — Яша
- 1962 — «Дом, где мы родились» по пьесе П. Когоута «Третья сестра» — бригадир Галена
- 1963 — «Бронепоезд 14-69» Вс. В. Иванова — прапорщик Обаб
- 1964 — «Кремлёвские куранты» Н. Ф. Погодина — оптимист
- 1965 — «Дон Кихот ведёт бой» В. Н. Коростылёва — Дон Кихот Ламанчский
- 1966 — «Утоление жажды» по Ю. В. Трифонову — Нагиев
- 1966 — «Ревизор» Н. В. Гоголя — Шпекин
- 1967 — «Чрезвычайный посол» А. С. и П. Л. Тур — Андрей Петрович Седых
- 1968 — «Дым отечества» К. М. Симонова — Григорий Фадеевич
- 1970 — «Обратный счёт» Е. Г. Рамзина — полковник Паша
- 1972 — «Последние» М. Горького — Яков Коломийцев
- 1972 — «Сталевары» Г. К. Бокарева — Варламов, начальник смены
- 1975 — «Медная бабушка» Л. Г. Зорина — Жуковский
- 1977 — «Иванов» А. П. Чехова — Лебедев
- 1977 — «Обратная связь» А. И. Гельмана — Артюшкин, секретарь парткома стройки
- 1980 — «Кремлёвские куранты» Н. Ф. Погодина — инженер Забелин
- 1981 — «Волоколамское шоссе» по повести А. А. Бека — генерал Звягин
- 1987 — «Три сестры» А. П. Чехова — Иван Романович Чебутыкин
- 1989 — «Мёртвые души» по Н. В. Гоголю — Жандармский полковник

Театр «Сфера»(1982-1988)
- 1982 — Сомов, «Моль», Н. Ф. Погодин
- 1982 — Отец, «Театр Олби» («Смерть Бесси Смит»), Э. Олби (постановка Г. Л. Бортникова)
- 1985 — Ипполит Павлович, «Театральный роман», М. А. Булгаков (постановка Е. И. Еланской)
- 1986 — «Прощай, Гульсары!», Ч. Айтматов (постановка Е. И. Еланской, режиссёр Г. Д. Столяров)
- 1987 — «Зелёная птичка», К. Гоцци (режиссёр Е. И. Еланская)
- 1987 — Пётр Николаевич Сорин, «Без названия» («Чайка»), А. П. Чехов (постановка Е. И. Еланской, режиссёры Г. Д. Столяров, Е. М. Образцова)
- 1988 — Отец Финеган, «Гарольд и Мод», П. Хиггинс, Ж.-К. Каррьер (постановка Н. П. Красноярской)

## Роли в кино
- 1949 — Алитет уходит в горы — Фрэнк
- 1950 — Мусоргский — Александр Порфирьевич Бородин
- 1957 — Рождённые бурей — Эдвард Могельницкий
- 1958 — Олеко Дундич — белогвардейский офицер
- 1960 — Мёртвые души — Манилов
- 1960 — Дом с мезонином — помещик Белокуров
- 1961 — После бала (короткометражный) — собеседник Ивана Васильевича
- 1962 — Седьмой спутник (фильм-спектакль) — полковник
- 1963 — Верните плату за обучение (фильм-спектакль) — учитель математики
- 1963 — Бухта Елены — Шувалов
- 1965 — Учитель словесности (короткометражный) — Полянский
- 1965 — Три времени года
- 1965 — Гибель эскадры — командир флагмана
- 1965 — Вниманию граждан и организаций — Пётр Крупицын, отец
- 1966 — Тени старого замка (фильм-спектакль) — Яан Тедер
- 1967 — Твой современник — министр
- 1967 — Таинственная стена — эпизод
- 1967 — Берег надежды — академик Макаров
- 1967 — Война и мир — князь Несвицкий
- 1968 — И снова май — Щербаков
- 1971 — Мальчики — Владимир Константинович Наместников, профессор, руководитель хора мальчиков
- 1971 — Заговор (фильм-спектакль) — Фред Пренсис
- 1972 — Час жизни (фильм-спектакль) — полковник
- 1972 — Укрощение огня — Морозов
- 1972 — Бой после победы — Смайлс, американский генерал
- 1973 — Звёздный час (фильм-спектакль) — начальник контрразведки
- 1974 — Скворец и Лира — Артур Опендорф
- 1975—1977 — Семейная история (фильм-спектакль) — Юрий Павлович
- 1976 — В одном микрорайоне (фильм-спектакль)
- 1978 — Подозрительный — полковник Пырван
- 1979 — Сегодня и завтра — Савелий Тихонович Бажутин
- 1979 — Мёртвые души (фильм-спектакль) — Манилов
- 1979 — Добряки — Филипп Филиппович Колесницын
- 1980 — Миллионы Ферфакса — генерал Камминс
- 1980 — Коней на переправе не меняют — Николай Николаевич, заместитель председателя Совмина
- 1980 — Этот фантастический мир. Выпуск 4 — Тускуб
- 1984 — Предел возможного — начальник из комнаты № 305
- 1984 — Лучшие годы — Серов
- 1984 — Волоколамское шоссе (фильм-спектакль) — генерал Звягин

## Награды и звания
- Заслуженный артист РСФСР (1958)
- Народный артист РСФСР (1968)
- Орден Отечественной войны II степени (1985)